# Volvo Ocean Race 2011-12
La Volvo Ocean Race 2011-12 fue la undécima edición de la vuelta al mundo a vela. 
La regata comenzó en Alicante (España) el 5 de noviembre de 2011 con la presencia del Príncipe de Asturias, a bordo del Meteoro, que señaló el inicio de la regata mediante una salva de su cañón de 76 mm, y terminó en Galway (Irlanda), con la regata costera el 7 de julio de 2012. Hubo 19 mangas puntuables: 9 etapas y 10 regatas costeras. Se compitió con yates de la clase Volvo Open 70. 
El vencedor fue el yate francés Groupama 4.

## Clasificación final
| Puesto | Yate              | Equipo                                       | Patrón          | Puntos |
| ------ | ----------------- | -------------------------------------------- | --------------- | ------ |
| 1      | Groupama 4        | Groupama Sailing Team                        | Franck Cammas   | 253    |
| 2      | Camper Lifelovers | CAMPER with Emirates Team New Zealand        | Chris Nicholson | 231    |
| 3      | Mar Mostro        | PUMA Ocean Racing powered by BERG Propulsion | Ken Read        | 226    |
| 4      | Telefónica        | Team Telefónica                              | Iker Martínez   | 213    |
| 5      | Azzam             | Abu Dhabi Ocean Racing                       | Ian Walker      | 131    |
| 6      | Sanya Lan         | Team Sanya                                   | Mike Sanderson  | 51     |

## Etapas, regatas en puerto y pasos intermedios

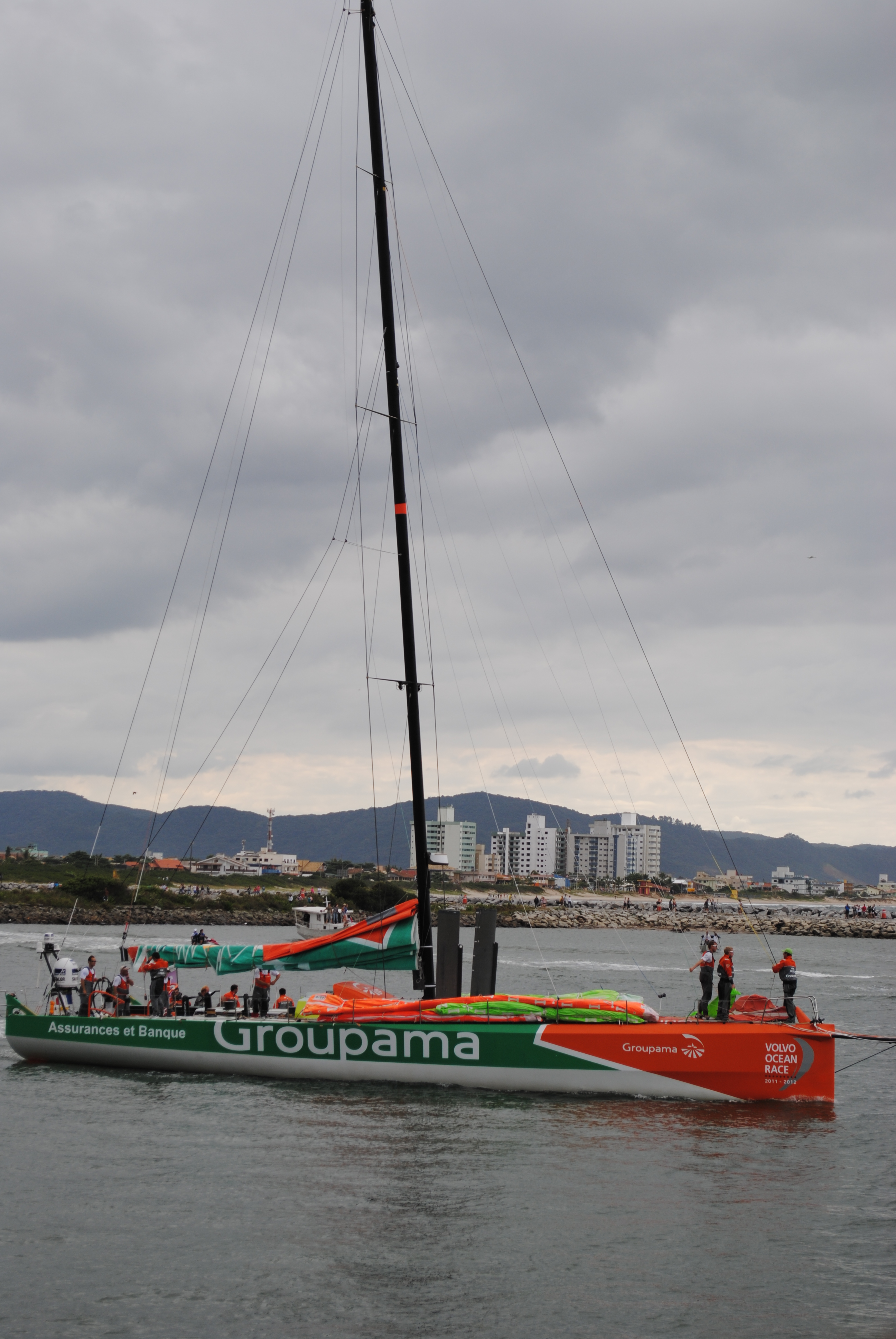
El yate ganador, Groupama 4.

El sistema de puntuación utilizado para elaborar la clasificación general fue el siguiente:
- Gana el yate con mayor número de puntos.
- Cuentan todas las mangas, sin descartes.
- La puntuación en las etapas fue de 30, 25, 20, 15, 10 y 5 puntos para los clasificados en los puestos 1, 2, 3, 4, 5 y 6 respectivamente.
- La puntuación en las regatas costeras fue de 6, 5, 4, 3, 2 y 1 puntos para los clasificados en los puestos 1, 2, 3, 4, 5 y 6 respectivamente.
- Debido al problema con la piratería en Somalia las etapas con final y salida en Abu Dabi (etapas 2 y 3) recibieron una puntuación específica. Así, el 80% de los puntos de la etapa 2 (24 puntos para el primero, 20, 16, 12, 8 y 4 puntos para los siguientes) se otorgó en el tramo entre Ciudad del Cabo y el puerto de seguridad 1; el 20% restante (6, 5, 4, 3, 2 y 1 punto) se distribuyó en el tramo final. En la etapa 3 el proceso fue inverso: los barcos realizaron un corto recorrido desde Abu Dabi (el 14 de enero) hasta el lugar donde subieron a un carguero; se desembarcaron del carguero en el puerto de seguridad 2 y reemprendieron la regata hacia Sanya.[3]

| Manga          | Salida-Llegada             | Vencedor   |
| -------------- | -------------------------- | ---------- |
| Regata costera | Alicante                   | Abu Dhabi  |
| Etapa 1        | Alicante - Ciudad del Cabo | Telefónica |
| Regata costera | Ciudad del Cabo            | Telefónica |
| Etapa 2        | Ciudad del Cabo - Abu Dabi | Telefónica |
| Regata costera | Abu Dabi                   | Abu Dhabi  |
| Etapa 3        | Abu Dabi - Sanya           | Telefónica |
| Regata costera | Sanya                      | Telefónica |
| Etapa 4        | Sanya - Auckland           | Groupama   |
| Regata costera | Auckland                   | Camper     |
| Etapa 5        | Auckland - Itajaí          | Puma       |
| Regata costera | Itajaí                     | Groupama   |
| Etapa 6        | Itajaí - Miami             | Puma       |
| Regata costera | Miami                      | Abu Dhabi  |
| Etapa 7        | Miami - Lisboa             | Abu Dhabi  |
| Regata costera | Lisboa                     | Groupama   |
| Etapa 8        | Lisboa - Lorient           | Groupama   |
| Regata costera | Lorient                    | Groupama   |
| Etapa 9        | Lorient - Galway           | Camper     |
| Regata costera | Galway                     | Puma       |